# Chondrilla
Chondrilla es un género de plantas con flores perteneciente a la familia Asteraceae. Comprende 150 especies descritas y de estas, solo 29 aceptadas.

## Descripción
Son plantas herbáceas perennifolias, que alcanzan los 40 a 150 cm de altura. Tienen raíces pivotantes. Cada planta puede tener hasta un máximo de seis tallos ramificados con pelos erizados en la base y la parte superior lisa. Con roseta basal de hojas y otras más pequeñas y más simples en el tallo. Los pecíolos son alados. El limbo de las hojas basales es de sinuado a pinnatífido.

## Taxonomía
El género fue descrito por Carlos Linneo y publicado en Species Plantarum 2: 796–797. 1753. La especie tipo es Chondrilla juncea L. 

## Especies
A continuación se brinda un listado de las especies del género Chondrilla aceptadas hasta julio de 2012, ordenadas alfabéticamente. Para cada una se indica el nombre binomial seguido del autor, abreviado según las convenciones y usos. La mayoría son sinónimos de Chondrilla juncea u otras especies.
- Chondrilla acantholepis Boiss.
- Chondrilla ambigua Fisch. ex Kar. & Kir.
- Chondrilla aspera (Schrad. ex Willd.) Poir.
- Chondrilla bosseana Iljin
- Chondrilla brevirostris Fisch. & C.A.Mey.
- Chondrilla canescens Kar. & Kir.
- Chondrilla chondrilloides (Ard.) H.Karst.
- Chondrilla evae Lack
- Chondrilla gibbirostris Popov
- Chondrilla hispida (Pall.) Poir.
- Chondrilla juncea L.
- Chondrilla kusnezovii Iljin
- Chondrilla laticoronata Leonova
- Chondrilla lejosperma Kar. & Kir.
- Chondrilla macra Iljin
- Chondrilla macrocarpa Leonova
- Chondrilla maracandica Bunge
- Chondrilla mariae Podlech
- Chondrilla mujunkumensis Iljin & Igolkin
- Chondrilla ornata Iljin
- Chondrilla pauciflora Ledeb.
- Chondrilla phaeocephala Rupr.
- Chondrilla piptocoma Fisch. & C.A.Mey.
- Chondrilla ramosissima Sm.
- Chondrilla rouillieri Kar. & Kir.
- Chondrilla setulosa C.B.Clarke ex Hook.f.
- Chondrilla spinosa Lamond & V.A.Matthews
- Chondrilla tenuiramosa U.P.Pratov & Tagaev
- Chondrilla yossii Kitam.